# 瓦拉赫重排反应
瓦拉赫重排反应 （Wallach rearrangement）以德国化学家奥托·瓦拉赫的名字命名。
芳香氧化偶氮化物在(60～100％)硫酸作用下，重排为对位为酚羟基取代的芳香偶氮化合物。